# Luc Quintyn
Luc Quintyn est un psychologue belge, né le 26 février 1950  et décédé le 22 octobre 2011, officier en retraite. Il a créé au sein de l'Hôpital Militaire de Neder-Over-Heembeek le Centre de Psychologie de Crise.

## Biographie
Il a une formation universitaire de base en Philosophie (1975)
et un diplôme de Licencié en Psychologie (1974) acquis à la Katholieke Universiteit Leuven.
De 1985 à 1989 il a été Chef de Service Psychologie Clinique à l'hôpital militaire.
De 1990 à 1999 il a été Directeur Centre de Psychologie de Crise.
Le Commandant Luc Quintyn a débuté dans les interventions de crise lorsqu'en 1987 ses supérieurs lui ont demandé d'intervenir lors du naufrage au large d'Ostende du ferry "Herald of Free Enterprise" pour soutenir les équipes d'intervention. À partir de ce moment lui et sa jeune équipe sont intervenus dans des contextes civils et militaires variés pour soutenir les impliqués directs ou les secouristes de première ligne. 
Luc Quintyn est intervenu auprès des troupes et des familles touchées par le massacre des 10 paras belges à Kigali le 7 avril 1994.
Il a contribué à développer une approche psychosociale véritable psychotraumatologie de terrain pour prévenir les effets potentiellement traumatiques des catastrophes.
La démarche préconisée par Luc Quintyn et son équipe soutient les capacités des groupes et des personnes, dans l'esprit de certaines attitudes préconisées par Carl Rogers et élaborées ultérieurement par Boris Cyrulnik pour donner une réponse ré-humanisante et favorable à la reprise en main de leur destin par les personnes touchées. Elle n'est pas comme celle initiée en France sous le nom de cellule d'urgence médico-psychologique, ni médicale, ni psychologique. Cette approche est aussi celle préconisée et mise en œuvre par la Croix-Rouge dans les situations humanitaires.
Le domaine de la psychologie de la Crise en Belgique lui est redevable de son travail de pionnier.
Officier en retraite, Luc Quintyn travaille depuis 2000 comme psychologue expert auprès du Ministère Belge des Affaires étrangères et auprès du Commissariat général aux réfugiés et aux apatrides (principale instance d'asile belge).
Il est également chargé de cours en Gestion de Catastrophe à l'Université et dans des écoles supérieures.
Depuis 1985 il est Membre correspondant de l'International Society of Post Traumatic Stress
Studies.